# Atelopus petersi
Atelopus petersi is een kikker uit de familie padden (Bufonidae) en het geslacht klompvoetkikkers (Atelopus). De soort werd voor het eerst wetenschappelijk beschreven door Luis Aurelio Coloma, Stefan Lötters, William Edward Duellman en Alfonso Miranda-Leiva in 2007. Omdat de soort pas sinds recentelijk is beschreven wordt de kikker in veel literatuur nog niet vermeld. De soortaanduiding petersi is een eerbetoon aan James Arthur Peters.
Atelopus petersi leeft in delen van Zuid-Amerika en komt endemisch voor in Ecuador. De kikker is bekend van een hoogte van 2660 tot 3300 meter boven zeeniveau. De soort komt in een relatief klein gebied voor en is hierdoor kwetsbaar. Door de internationale natuurbeschermingsorganisatie IUCN wordt de soort beschouwd als 'Kritiek'.
Atelopus petersi was vroeger algemeen maar is sinds 1996 niet meer gezien.